# Rudy Verhoeff
Rudy Pieter Verhoeff (* 24. Juni 1989 in Calgary) ist ein kanadischer Volleyballspieler.

## Karriere
Verhoeff studierte von 2007 bis 2012 Religionswissenschaft an der Trinity Western University und spielte in der Universitätsmannschaft Spartans. 2009 nahm der Mittelblocker mit den kanadischen Junioren an der Weltmeisterschaft teil. 2013 erreichte er mit der kanadischen Nationalmannschaft das Finale der NORCECA-Meisterschaft und den fünften Rang in der Weltliga. Im gleichen Jahr unterschrieb er seinen ersten Profivertrag beim französischen Verein Chaumont Volley-Ball 52. 2014 wechselte Verhoeff zu GFCO Ajaccio. Bei der Weltmeisterschaft 2014 erreichte er mit Kanada den siebten Rang. Außerdem spielte er 2014 und 2015 erneut in der Weltliga. 2015 wurde der Mittelblocker vom deutschen Bundesligisten SWD Powervolleys Düren verpflichtet. In der Saison 2015/16 kam er ins Viertelfinale der Bundesliga-Playoffs; ebenfalls das Viertelfinale erreichten die Dürener im CEV-Pokal. Mit der kanadischen Nationalmannschaft nahm Bann an den Olympischen Spielen 2016 in Rio de Janeiro teil. Die Kanadier erreichten als Gruppenzweite das Viertelfinale, in dem sie gegen Russland ausschieden. Auch in der Saison 2016/17 spielte Verhoeff für die SWD Powervolleys; er wechselte allerdings wie zuletzt in der Nationalmannschaft vom Mittelblock auf die Position des Diagonalangreifers. Mit dem Verein erreichte er in der Saison 2016/17 das Playoff-Halbfinale der Bundesliga. 2017 wechselte er zu den Hypo Tirol Alpenvolleys Haching, die mit einer Wildcard in der Bundesliga antraten. Im DVV-Pokal 2017/18 schied er mit dem Verein im Achtelfinale aus, bevor er in den Bundesliga-Playoffs das Halbfinale erreichte. Danach wechselte er zum indischen Verein Chennai Spartans.